# Maria Anna Lindmayr
Maria Anna Lindmayr, née le 24 septembre 1657 à Munich et morte dans la même ville le 6 décembre 1726, est une mystique et religieuse carmélite bavaroise, notamment connue pour sa dévotion aux âmes du Purgatoire. Elle est notamment l'auteur du journal spirituel Mes relations avec les âmes du Purgatoire.

## Biographie

### Famille et jeunesse
Maria Anna Lindmayr naît le 24 septembre 1657 à Munich. Son père Franz est valet de chambre du duc Maximilien Philippe Jérôme (de), sa mère Maria Eva elle la fille de l'aubergiste et caviste Hans Prämer. Elle est élevée au sein d'une famille très nombreuse, ayant onze frères et sœurs, sans formation scolaire particulière mais dans une religiosité marquée, qui influence fortement sa famille. En effet, outre elle, une de ses sœurs devient carmélite à Prague et quatre de ses frères choisissent la vie religieuse,.
Elle affirme avoir été témoin d'une apparition mariale dès l'âge de huit ans

## Conversion et entrée au Carmel
Bien qu'ayant grandi dans cette ambiance très religieuse, Maria Anna décrit son expérience mystique vécue à seize ans comme une « conversion ». Elle partage alors son expérience spirituelle à des jésuites qui tentent de l'aider sur le « chemin de la perfection » notamment par des mortifications très dures. Toutefois, des crises nerveuses de plus en plus fréquentes empêchent à plusieurs reprises son admission dans une communauté religieuse. De leur côté, ses parents insistent pour qu'elle se marie, mais elle refuse et prononce en 1684 ses vœux religieux devant son confesseur Ludwig Bilbis. En 1691, elle devint tertiaire carmélite,.

### Expérience mystique
En 1699, à l'instar de Thérèse d'Avila, Maria Anna Lindmayr expérimente la transverbération et reçoit des stigmates. Toutefois, les conséquences pour elle sont fortement marquées par une grande ouverture au monde. Ses visions prennent un tour prophétique, notamment dans le cadre de la Guerre de Succession d'Espagne. La religieuse annonce la défaite bavaroise et les conséquences dramatiques de la guerre pour le pays. Tout d'abord ces prédictions sont très mal reçues ; mais, après la bataille de Schellenberg, sa crédibilité va croissant. Peu avant la bataille de Höchstädt, les Bavarois font le vœu de construire une église en l'honneur de la Trinité ainsi qu'un couvent de carmélites attenant,.
En 1705, elle négocie la paix entre l'empereur Joseph Ier et le prince-électeur Maximilien-Emmanuel de Bavière.
La construction de l'église de la Trinité démarre effectivement en 1711, et Maria Anna Lindmayr entre dans ce couvent en 1712 en tant que novice. Elle devient par la suite infirmière, prieure et maîtresse des novices.

### Mort et postérité
Après la mort de Maria Anna Lindmayr le 6 décembre 1726, l'évêque de Frisingue Johann Franz Eckher (de) souhaite lancer la procédure de béatification de celle-ci. Toutefois, cette procédure s'interrompt du fait de la mort du prélat.

## Publication
- Mes relations avec les âmes du Purgatoire, Hauteville, Le Parvis, 2014, 153 p.  (ISBN 978-2880223533).